# آرابیا (برند)

لوگوی آرابیا فنلاند

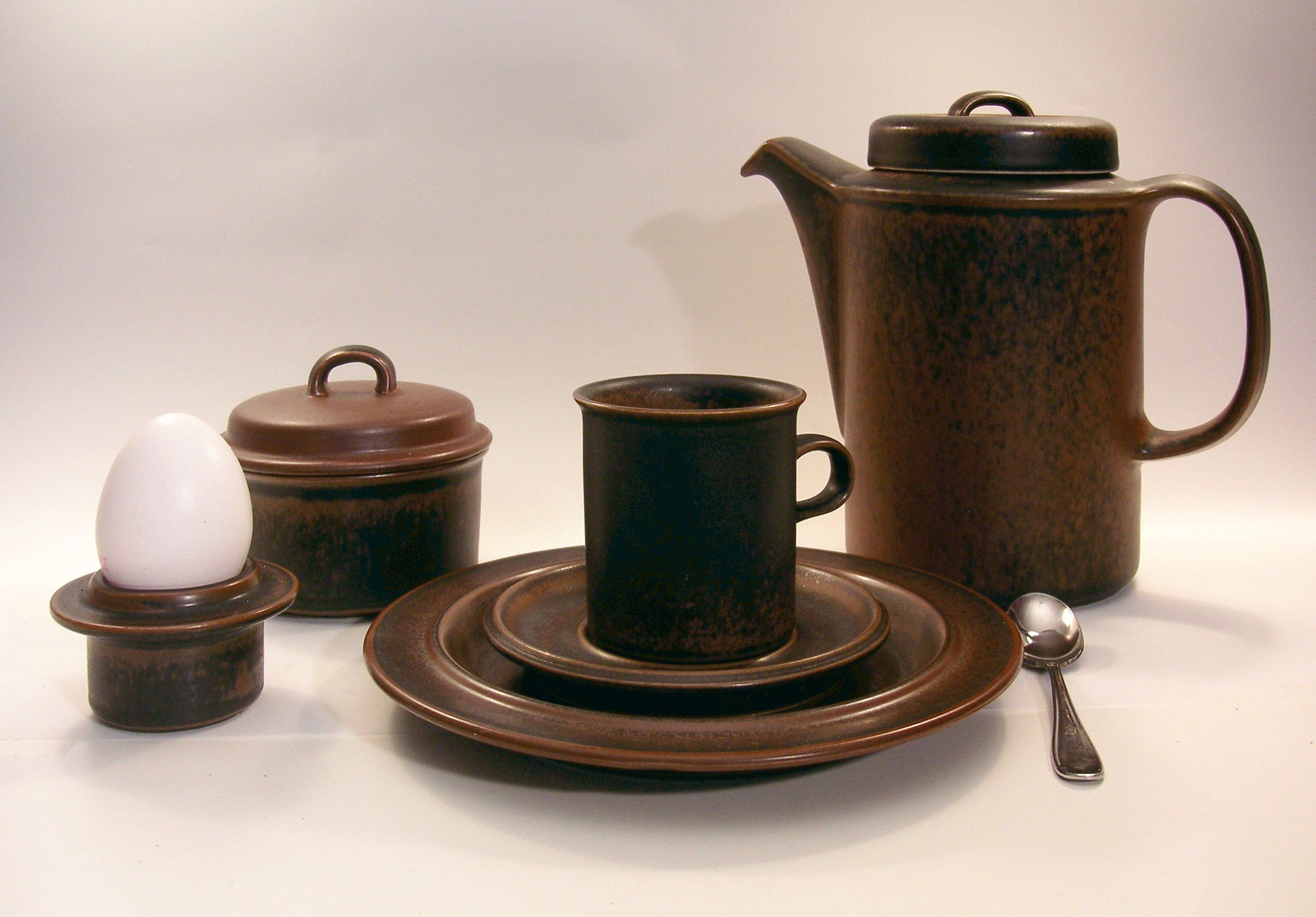
کلاسیک-آرابیا از تولیدات سال ۱۹۷۰ میلادی

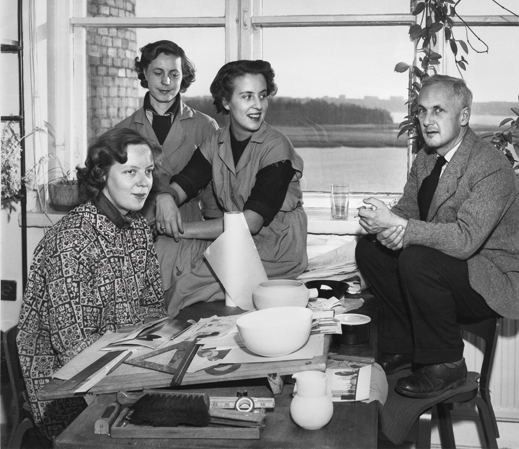
طراحان آرابیا در سال ۱۹۵۳ میلادی: کارینا آهو (سمت چپ)، اولا پروکوپه، سارا هوپه‌آ و کای فرانک

آرابیا (به فنلاندی: Arabia) یک شرکت سرامیک فنلاندی است که در سال ۱۸۷۳ میلادی توسط رورستراند تأسیس شد و در حال حاضر متعلق به فیسکارس است. آرابیا در زمینۀ تولید ظروف آشپزخانه و ظروف غذاخوری تخصص دارد.
کارخانهٔ اصلی پورسلین آرابیا در توکولا (هلسینکی) قرار داشت. بعدها مدرسۀ هنرها، طراحی و معماری دانشگاه آلتو در آن مستقر گردید.
اولا پروکوپه، استری تومولا و کای فرانک از مشهورترین هنرمندان و طراحان این شرکت بودند.
در سال ۲۰۱۶ میلادی کارخانهٔ آرابیا در فنلاند تعطیل شد. همۀ محصولات آرابیا در حال حاضر در تایلند و رومانی ساخته می‌شوند.

## طراحان برجسته
- اولا پروکوپه
- استری تومولا
- کای فرانک
- هیکی اورولا
- بیرگر کایپیاینن
- فریدل کیلبرگ
- رایا اووسیکینن (۲۰۰۴–۱۹۲۳ میلادی)
- اینکری لیوو (۲۰۱۰–۱۹۴۴ میلادی)
- هلیا لیوکو-سوندستروم (–۱۹۳۸ میلادی)
- ریچارد لیند (۲۰۰۶–۱۹۲۹ میلادی)
- تُوه اسلوته[۳]

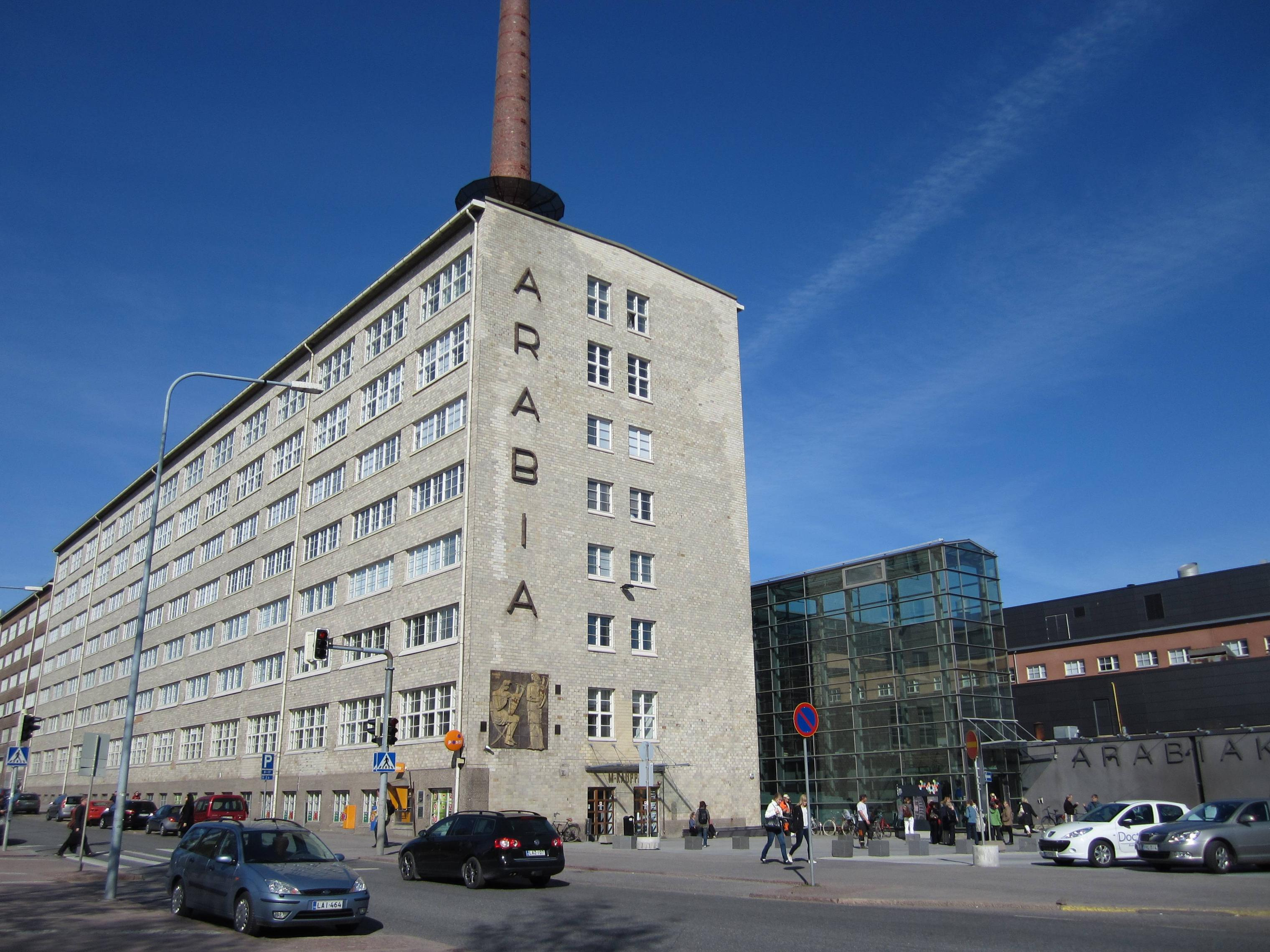
ساختمان کارخانۀ قدیمی آرابیا در هلسینکی
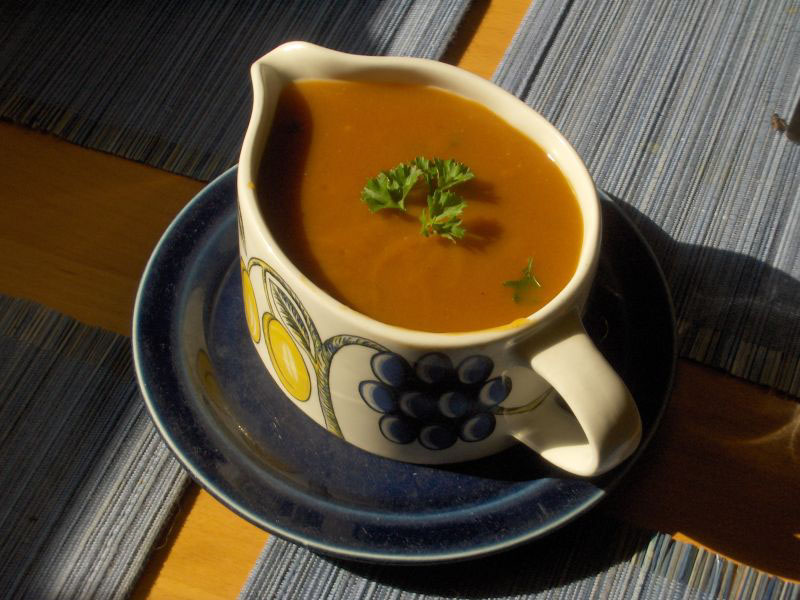
پارچ سُس مجموعهٔ-پاراتیسی (بهشت) از برند آرابیا
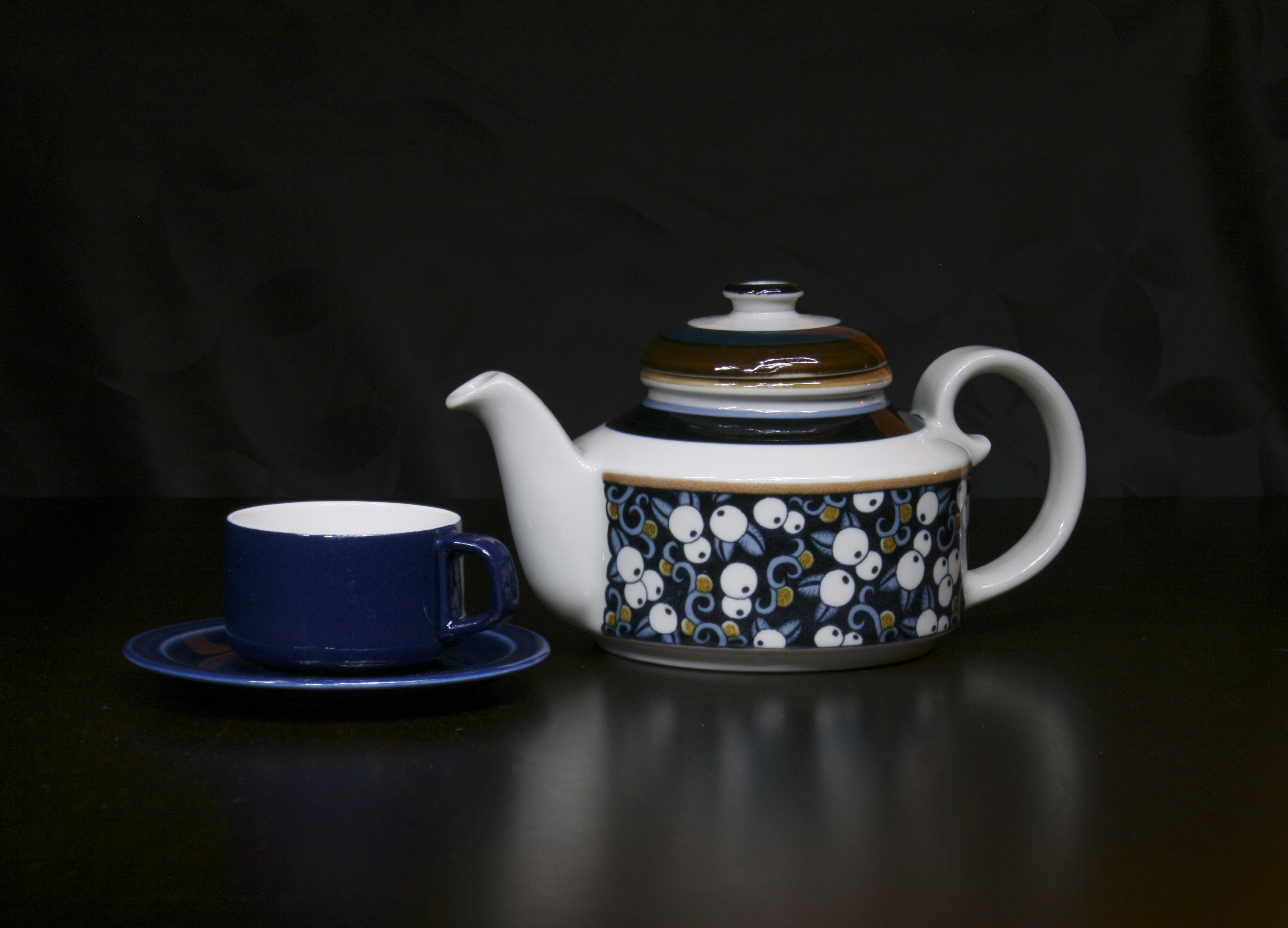
قوری تایکا (جادو) (دههٔ ۱۹۷۰ میلادی)